# Halacarellus decipiens
Halacarellus decipiens är en kvalsterart som först beskrevs av Newell 1984.  Halacarellus decipiens ingår i släktet Halacarellus och familjen Halacaridae. Inga underarter finns listade i Catalogue of Life.